# Трупчу Сервер Курт-Сеіт
Сервер Курт-Сеіт(Сент) Трупчу (1908, село Дерекой Ялтинського повіту Таврійської губернії, тепер АР Крим — розстріляний 17 квітня 1938, Сімферополь) — радянський партійний діяч, 2-й секретар Кримського обласного комітету ВКП(б).

## Біографія
Народився у березні 1908 року в родині наймита. Навчався у початковій школі села Дерекой. У червні 1919 — вересні 1920 року — пастух, садовий робітник поміщиків братів Сарібан у місті Алушті Ялтинського повіту. У жовтні 1920 — березні 1922 року — наймит муедзина Мустафи у селі Дерекой Ялтинського повіту. У березні 1922 — червні 1923 року — вихованець дитячого будинку, тимчасовий чорнороб дитячого садка у Ялтинському районі Кримської АРСР. Навчався разом з сестрою Джумазіе Трупчу (1917-2006). У червні 1923 — серпні 1924 року — наймит братів Джирбін у селі Дерекой. У 1924 році вступив до комсомолу. У вересні 1924 — квітні 1926 року — дворовий, робітник кухні дитячого садка села Дерекой Ялтинського району.
У квітні 1926 — травні 1927 року — інструктор, волосний організатор районного комітету комсомолу в Ялті. У червні — серпні 1927 року — завідувач транспортного відділу управління протизсувних споруд у Лівадії Ялтинського району. У вересні — грудні 1927 року — завідувач відділу культури Будинку селянина у Ялті.
У січні — квітні 1928 року — інструктор районного комітету комсомолу в Севастополі. Член ВКП(б) з лютого 1928 року.
У квітні 1928 — квітні 1931 року — завідувач відділу праці і освіти молоді Кримського обласного комітету комсомолу; відповідальний секретар Кримського обласного комітету ВЛКСМ.
У травні 1931 — червні 1932 року — завідувач відділу кадрів Кримського обласного комітету ВКП(б).
У липні 1932 — серпні 1934 року — слухач відділення підготовки кадрів, у листопаді 1934 — 1937 року — слухач відділення світового господарства і світової політики Інституту червоної професури у Москві.
До травня 1937 року — завідувач відділу партійної пропаганди Кримського обласного комітету ВКП(б).
У травні — 22 листопада 1937 — 2-й секретар Кримського обласного комітету РКП(б).
23 листопада 1937 року заарештований органами НКВС. Засуджений до розстрілу, розстріляний. Посмертно реабілітований 22 березня 1958 року.